# ロデア・ザ・スカイソルジャー
『ロデア・ザ・スカイソルジャー』（RODEA THE SKY SOLDIER）は、2015年4月2日に角川ゲームスから発売されたゲームソフト。Wii Uとニンテンドー3DSのマルチプラットフォーム。
Wii U版の、初回生産特典となっているWiiソフト『天空の機士ロデア』（てんくうのきしロデア）についても本項で述べる。

## 概要
『ソニック』や『NiGHTS』を手掛けた中裕司が制作指揮を務めるフライングアクションゲーム。

### 開発経緯
本作は2011年1月にWii/3DS用ソフト『天空の機士ロデア』のタイトルで発表され、当初はWiiと3DSでの発売を予定していた。中の発言によると、Wii版については2011年6月の時点ですでに完成し、角川への納品も完了していたが、この時点では発売には至らず、以降は続報も途絶えていた。
2013年7月に、角川ゲームス社長の安田善巳のインタビューで本作について言及され、「ロデアは必ず発売します」とコメント。3DSへの移植の際に操作感覚の試行錯誤の時間をかけ、3DSならではロデアに方向転換したとのこと。この時、もっと多くの人に遊んでもらうために、プラスアルファを検討してるとの話も。
その後、2014年11月に現タイトルへの名称変更とプラットフォームの変更（3DS / Wii U）、発売スケジュールが発表された。なお納品済みであったWii版は、『天空の機士ロデア』のタイトルのままWii U版の初回生産特典として付属される。

## 登場人物
声優の大半は大沢事務所所属の人物が担当。

### メインキャラクター
ロデア
声 - 中村悠一
本作の主人公。飛行能力を持った人型ロボット「Rシリーズ」のプロトタイプで、名称は「R-0」。起動直後、当時8歳のセシリアに気に入られ、専属の護衛士として彼女を見守ってきた。なお、名前はセシリアがつけた通称で、由来は「RO（R-0）+DEAR（親愛なる）」から来ている。
ナーガのガルーダ侵攻の際、セシリアによって千年後のガルーダに送り込まれ、機能を停止していた（その際セシリアを守れなかった自責の念とショックから右腕とセシリア以外の記憶を失った）ところをイオンに発見された。ギアードを倒した後イオンを元の時代に送った後必ず再開することを約束して残ることになった。その後、かつてイオンに発見されたところで倒れていたところで彼女と再会を果たした。
イオン
声 - 花澤香菜
本作のヒロイン。機械嫌いなガルーダの民の中では珍しく機械好きで、どんな機械にも心があると感じている。機械いじりが趣味で、子供のころから部品を拾い集めるなどして機械を造っており、飛行船イオン丸も自分で作ったもの。遺跡でロデアを見つけ修理したことで彼と行動を共にする。
ギアードが倒された後、元の時代に戻されるが、かつて自分がロデアを見つけた場所で彼と再会した。

### 天空の大地ガルーダの民
オジモフ
声 - 茶風林
イオンの祖父。イオンのことを溺愛しており、妻（イオンの祖母）が亡くなってからは二人で暮らしている。デート好きで、妻とは闘技場や火山などでデートしていた。
ソーニャ
声 - 能登麻美子
おっとりとした性格で、時にものすごい天然っぷりを発揮する不思議少女だが、薬草が手放せないほど虚弱体質でもある。
トーニオ
声 - 井口裕香
ソーニャの弟で、人一倍怖がりで泣き虫な性格。
ノビオ
声 - 松尾まつお
心配性でいつも何かを心配している。ペドロと行動を共にすることが多く、密かにソーニャに心を寄せている。
ペドロ
声 - 飯島肇
楽天的で威勢の良いムードメーカー。いつもノビオと行動をともにしている。当初は機械であるロデアのことを疑っていたが、彼が機械兵から守ったことで和解した。

### 機械帝国ナーガ
ギアード
声 - 立木文彦
機械帝国ナーガの皇帝。
かつては最愛の娘・セシリアに惜しみない愛情を注いでいた良き父親であったが、娘と国の繁栄のためならばいかなる犠牲を惜しまない歪んだ思考の持ち主。ガルーダのグラビティエネルギーを狙い、体の大半を機械化し、一度はガルーダへの侵攻を図るが、失敗に終わる。そして、千年後のガルーダに再び侵攻を開始するが、ロデアによって倒され野望は潰えた。しかしセシリアを愛する気持ちは失っておらず、彼女と瓜二つであるイオンをセシリアだと思い、彼女の身を案じ自らの行為を詫びる一面を見せた。
セシリア
声 - 花澤香菜
もう一人のヒロイン。機械帝国ナーガの皇女で、ギアードの娘。
心優しい性格で、帝国の繁栄のために他国を侵略するギアードのやり方に反感を抱き亡命を図るが、追っ手に追い詰められ帝国の至宝である時のねじまきをロデアに託し、姿を消す。
髪の色・性格・服装以外はイオンと瓜二つである。

#### Rシリーズ
R-1
声 - 松岡禎丞
通称「オルトス」。ギアードに絶対的な忠誠を誓っている。一人称は「ボクチン」。
R-2
声 - 桐井大介
通称「ライラス」。英語混じりな口調でしゃべる。
R-3
声 - 渡辺明乃
通称「ケルベス」。Rシリーズ唯一の女性型だが、非常に獰猛勝つ攻撃な性格をしている。
R-4
声 - 浅沼晋太郎
Rシリーズの最新型で、シリーズの完成形にしてギアードの頭脳とまで言われた存在。

#### ガーディアン
鋼鉄巨人 デオゴルダム
草原エリアを守るガーディアン。巨人のような姿をしている。
砂爆暴竜 ベルヘムス
砂漠エリアを守るガーディアン。シーラカンスのような姿をしている。
紅蓮鋼獣 ゾルエンダーク
火山エリアを守るガーディアン。フェニックスのような姿をしている。
氷絶機獣 ブラックオデオン
雪原エリアを守るガーディアン。雪男のような姿をしている。

## スタッフ
- プロデューサー - 安田善巳（角川ゲームス）
- エグゼクティブディレクター - 中裕司（プロペ）
- ディレクター - 長谷川仁（角川ゲームス）
- ストーリー - 実弥島巧

## 主題歌
タイアップソング「Forever」
歌 - chay